# Alphonso Taft

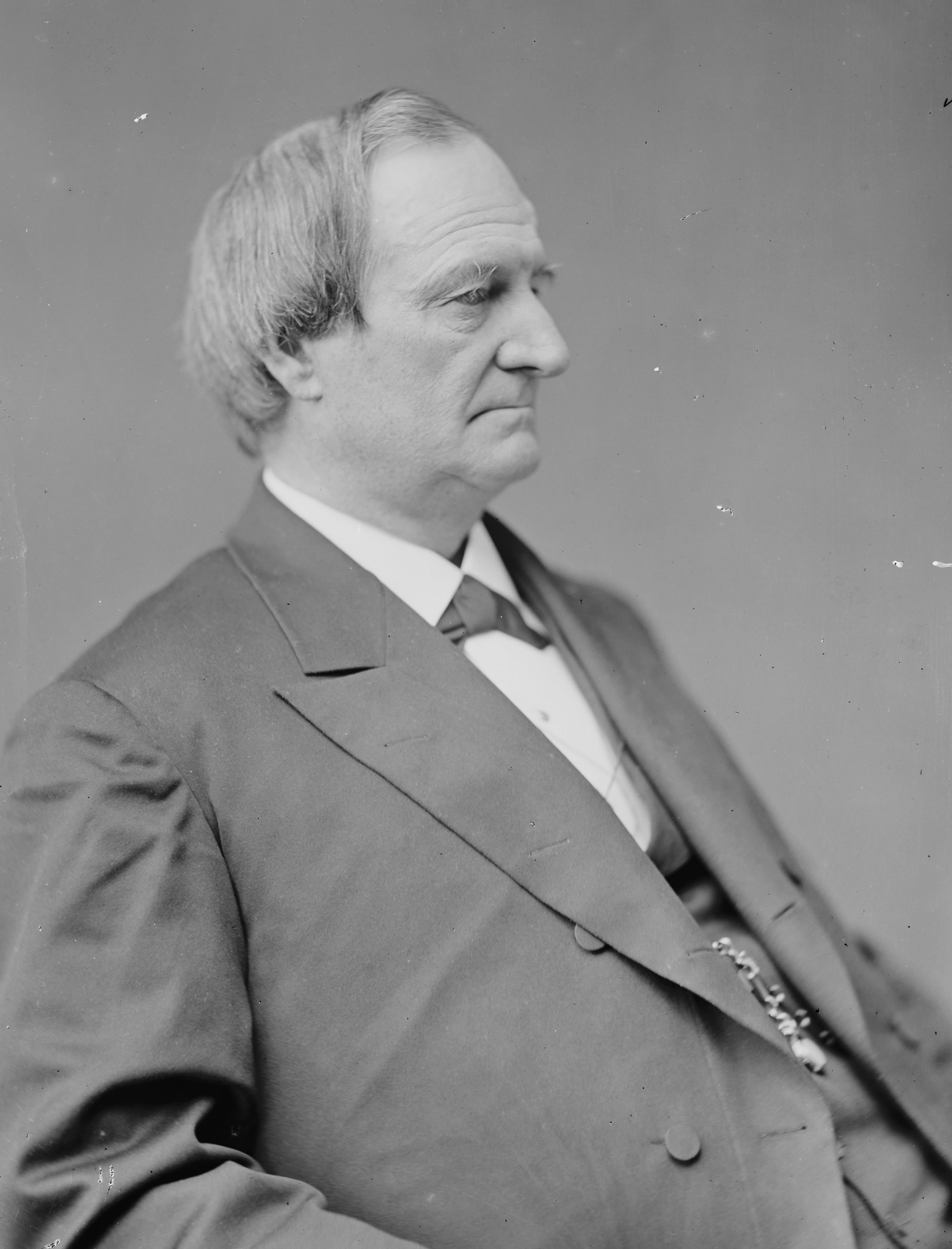
Alphonso Taft

Alphonso Taft (* 5. November 1810 in Townshend, Vermont; † 21. Mai 1891 in San Diego, Kalifornien) war ein US-amerikanischer Jurist, Politiker (Republikanische Partei) und Diplomat. Der Gründer einer politischen Dynastie in den Vereinigten Staaten gehörte dem Kabinett von Präsident Ulysses S. Grant als Justiz- und Kriegsminister an.
Taft schloss sein Studium an der Yale University, an der er auch Tutor war, erfolgreich im Jahre 1833 ab. 1832 gründete er mit seinem Studienfreund William Huntington Russell die heute noch existierende Studentenverbindung Skull & Bones an dieser Universität. Anschließend studierte er Recht an der Yale Law School, wurde 1838 als Anwalt in Connecticut zugelassen und zog 1839 nach Cincinnati, wo er Mitglied des Stadtrates war und zu einem der einflussreichsten Bürger von Ohio wurde. Er war ein Mitglied der Treuhandgesellschaften der University of Cincinnati und des Yale College.
1856 unternahm er einen missglückten Versuch, ins Repräsentantenhaus der Vereinigten Staaten gewählt zu werden. Von 1866 bis 1872 war er Richter am Obersten Gericht von Cincinnati. Im März 1876 wurde er von US-Präsident Grant als Kriegsminister in dessen Kabinett berufen, drei Monate später wurde er Attorney General der Vereinigten Staaten.
Nachdem er sein Amt als Justizminister im Jahre 1877 niedergelegt hatte, widmete er sich wieder der praktischen Rechtsprechung. Seine Kandidaturen als Gouverneur von Ohio in den Jahren 1875 und 1879 verliefen erfolglos. Taft wurde 1882 als Nachfolger von William Walter Phelps Botschafter in Österreich-Ungarn, von 1884 bis 1885 übte er diese Tätigkeit im Russischen Kaiserreich aus, wo er auf William H. Hunt folgte.
Sein Sohn William Howard Taft wurde 1908 zum 27. Präsidenten der Vereinigten Staaten gewählt und war zuvor ebenfalls ein Mitglied der Skull & Bones-Gesellschaft. Der aus erster Ehe stammende Sohn Charles Phelps Taft wurde Abgeordneter im US-Repräsentantenhaus. Alphonso Tafts Enkel Robert A. Taft I (Skull & Bones-Mitglied) und sein Urenkel Robert Taft Jr. waren jeweils US-Senatoren, sein Ur-Urenkel Robert A. Taft III war von 1999 bis 2007 Gouverneur von Ohio. William Howard Taft III war Botschafter in Irland, William Howard Taft IV ist ehemaliger Berater des US-Außenministeriums.